# بنی تسیریس
بنی تسیریس (به فرانسوی: Bni Tsiriss) یک شهرک در مراکش است که در استان سیدی بنور واقع شده‌است. بنی تسیریس ۱۴٬۹۹۵ نفر جمعیت دارد.